# الاقتصاد البشري (رائيلية)
الاقتصاد البشري، أو الاقتصاد الإنساني (بالإنجليزية: Economic Humanitarianism)‏، هو مجموعة أفكار حول نظام اقتصادي بديل صمم ليكمل المشروع السياسي للرائيلية المعروفة بالعبقراطية. الفكرة الأساسية تتمحولا حول الفكرة التي تقول أن الإنسان يجب أن يعيش برفاه وسعادة من دون أن يعمل وذلك عن طريق تسخير التكنولوجيا في خدمة البشرية.

## العلاقة مع الرأسمالية
فكرة الاقتصاد البشري تتماشى مع النظام الرأسمالي من ناحية تشجيع التنافس واستعمال التكنولوجية لتقليص النفقات واستبدال الوظائف بها. وبحسب مفهمهم، فإن سوق العمل سيصل إلى التوازن لوجود العديد من الصناعات التي مازالت في طور النمو. وعند استخدام التقانة، يجب أن يحصل العامل الذي خسر وظيفته على راتب أو تعويض يسمح له بالعيش الهني يتساوي مع ما توفره التقانة. فالإقنصاد البشري يدعم فكرة الراتب الأساسي. والفكرة من وراء هذا النظام هو ما قاله يهوه، الكائن الفضائي الذي علم رائيل هذه الأفكار، حين قال:

## الإيجار الاقتصادي
ومن المطلوب لتحقيق هكذا نظام، يؤمن الرائيليون ضرورة تغيير نظام الملكية. وتتلخص هذه الفكرة بما قاله يهوه:
والملكية الوحيدة التي يمكن توريثها هو منزل السكن.

## إقراء أيضا
- أتمتة
- رأسمالية
- مايكروإئتمان
- شبكراطية
- إشتراكية
- إعتماد تجاري